# Nils Larsen (pianiste)
Pour les articles homonymes, voir Nils Larsen et Larsen.
Nils Larsen est un pianiste, pédagogue et compositeur norvégien né à Christiania (aujourd'hui Oslo) le 7 juin 1888 et mort à Oslo le 5 novembre 1937. Il est l'une des figures importantes de la vie musicale norvégienne de la première moitié du XXe siècle.

## Biographie
Nils Larsen naît le 7 juin 1888 à Christiania (aujourd'hui Oslo),,.
Il étudie le piano dans sa ville natale avec Martin Knutzen puis à Berlin avec José Vianna da Motta et Rudolph Ganz,,.
En tant qu'interprète, il effectue plusieurs tournées en Scandinavie, comme soliste et comme accompagnateur. Larsen enseigne dans la capitale norvégienne, où il devient un pédagogue recherché. Parmi ses élèves, figurent notamment les pianistes Ingebjørg Gresvik, les frères Reimar et Robert Riefling, Kristian Hauger, Johan Øian et Hilda Waldeland (sv),,.
Comme compositeur, il est l'auteur de mélodies et de plusieurs pièces pour piano.
En 1930, il publie Bøljan blå, un recueil de chants de marins et de chansons villageoises en musique.
Nils Larsen meurt le 5 novembre 1937 à Oslo,. Il est considéré comme l'une des figures importantes de la vie musicale norvégienne de la première moitié du XXe siècle,.